# David Møller Wolfe
David Møller Wolfe, né le 23 avril 2002 à Bergen en Norvège, est un footballeur international norvégien qui joue au poste d'arrière gauche aux Wolverhampton Wanderers.

## Biographie

### En club
Né à Bergen en Norvège, David Møller Wolfe commence le football au FK Bergen Nord (en) avant de rejoindre le SK Brann. Il commence toutefois sa carrière professionnelle à l'Åsane Fotball, où il est prêté lors de la saison 2020.
Il joue son premier match le 13 juillet 2020, lors d'une rencontre de deuxième division norvégienne contre le Ranheim Fotball. Il entre en jeu et son équipe s'incline par trois buts à zéro.
Le 1er février 2021, David Møller Wolfe signe un nouveau contrat de trois ans avec le SK Brann. Wolfe est cette fois intégré à l'équipe première et joue son premier match pour le SK Brann le 9 mai 2021, à l'occasion de la première journée de la saison 2021 face au Viking FK. Il est titularisé au poste d'ailier gauche et son équipe s'incline par trois buts à un.
Il remporte son premier trophée avec la coupe de Norvège le 20 mai 2023, face au Lillestrøm SK. Titulaire, il participe à la victoire de son équipe (2-0 score final),.
Lors de l'été 2023, David Møller Wolfe rejoint les Pays-Bas afin de s'engager en faveur de l'AZ Alkmaar. Le transfert est annoncé dès le 22 mai 2023 et il signe un contrat courant jusqu'en juin 2028. Il portera le numéro 18,.

### En sélection
David Møller Wolfe joue son premier match avec l'équipe de Norvège espoirs le 28 mars 2023 face au Portugal. Il entre en jeu et son équipe s'incline par trois buts à zéro.

## Palmarès
SK Brann
- Coupe de Norvège (1) :
  - Vainqueur : 2023.